# Thomas Burgh, 1. Baron Burgh
Thomas Burgh, 1. Baron Burgh (* um 1488; † 20. Februar 1550) war ein englischer Adliger und Politiker der Tudorzeit.

## Familie
Thomas Burgh entstammte einer alten englischen Familie. Sein Großvater, ebenfalls ein Thomas Burgh (1431–1496), wurde unter Heinrich VII. durch einen Writ of Summons in das House of Lords berufen, doch hat er an den Sitzungen des Oberhauses nie teilgenommen. Obwohl er dadurch eigentlich 1. Baron Burgh im Peerage of England wurde, wurden er und sein Sohn in der späteren Zählung der Barone nicht mitgezählt. Erst sein Enkel Thomas Burgh, der am 2. Dezember 1529 einen Writ of Summons erhielt, wird in der bis heute existierenden Baronie Burgh als 1. Baron geführt.

## Leben
Thomas Burgh wurde um 1488 geboren. Er war der Sohn des Edward Burgh (1464–1528), Gutsherr von Gainsborough in Lincolnshire, der de iure auch 4. Baron Strabolgi und 6. Baron Cobham war, aus dessen Ehe mit Anne Cobham. Beim Tod seines Vaters, am 20. August 1528, war Thomas Burgh vierzig Jahre alt. Er hatte seine Karriere als Militär begonnen. Unter dem Earl of Surrey, nahm er 1513 am Krieg gegen Schottland teil. Nach der für England siegreichen Schlacht bei Flodden erhielt er den Ritterschlag als Knight Bachelor. Danach wurde er von Heinrich VIII. in dessen Leibwache aufgenommen. Von 1516 bis 1519 und von 1524 bis 1525 war er Sheriff der Grafschaft Lincolnshire. Am 2. Dezember 1529 erhielt er einen Writ of Summons und wurde damit erblicher Baron Burgh. Anlässlich der Heirat Heinrichs VIII. mit Anne Boleyn ernannte ihn der König zum Lord Chamberlain der Königin. 1536 berief ihn Heinrich VIII. zu einem der 36 Richter, die Anna Boleyn den Prozess machen sollten. Burgh war ein eifriger Anhänger der neuen Religion. Er starb am 20. Februar 1550. Er war zweimal verheiratet. Von seiner ersten Ehefrau, Agnes Tyrnwhitt, hatte er zwölf Kinder, darunter sein Erbe William Burgh, 2. Baron Burgh (1522–1584); die zweite Ehe mit Alice London blieb kinderlos.